# Ultima III: Exodus
Ultima III: Exodus es el tercer juego de la serie Ultima. Lanzado en 1983, fue el primer juego Ultima publicado por Origin Systems. Tuvo una enorme influencia en el desarrollo de los videojuegos de rol americanos y japoneses, y es considerado uno de los videojuegos más influyentes jamás hechos.

## Argumento
La historia de Exodus se centra en la aventura (de vuelta en Sosaria) para destruir el remanente final de los malvados Mondain y Minax. Exodus presentaba gráficos revolucionarios para su época, siendo el primer videojuego de rol en incluir caracteres animados. Además, Exodus -a diferencia de los juegos anteriores- permitía al jugador dirigir las acciones de un grupo de varios caracteres, en vez de dirigir solo uno. Los jugadores ahora luchaban contra los enemigos en una pantalla aparte, donde debían utilizar complejas armas y sistemas mágicos, así como hacer uso de tácticas rudimentarias para derrotar a cada oponente, a diferencia del sistema de los dos juegos anteriores, en los que el jugador -en la pantalla principal- simplemente lanzaba golpes hacia su oponente hasta que lo derrotaba.